# Plantage Parklaan

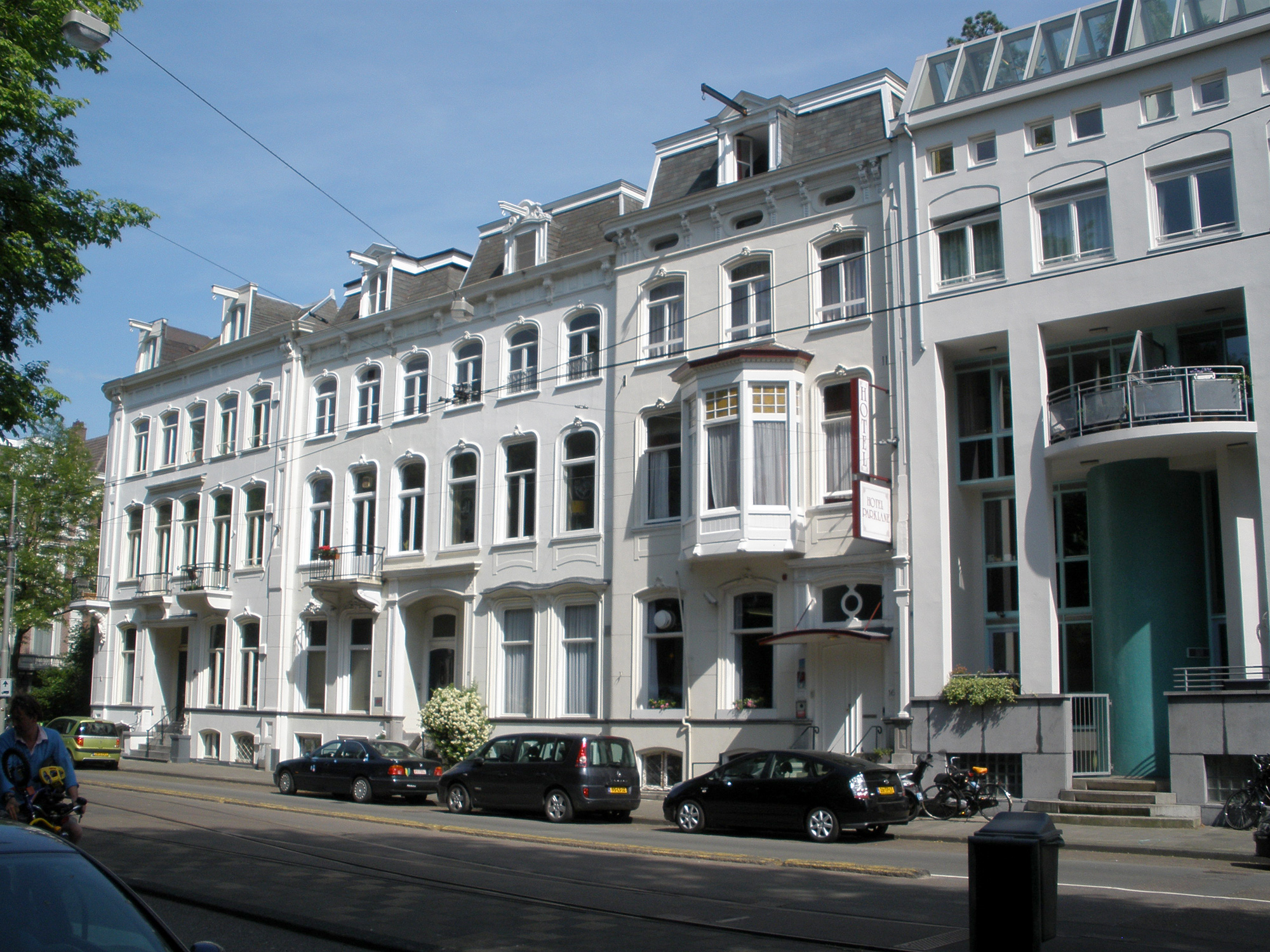
Monumentale 19e-eeuwse herenhuizen aan de Plantage Parklaan

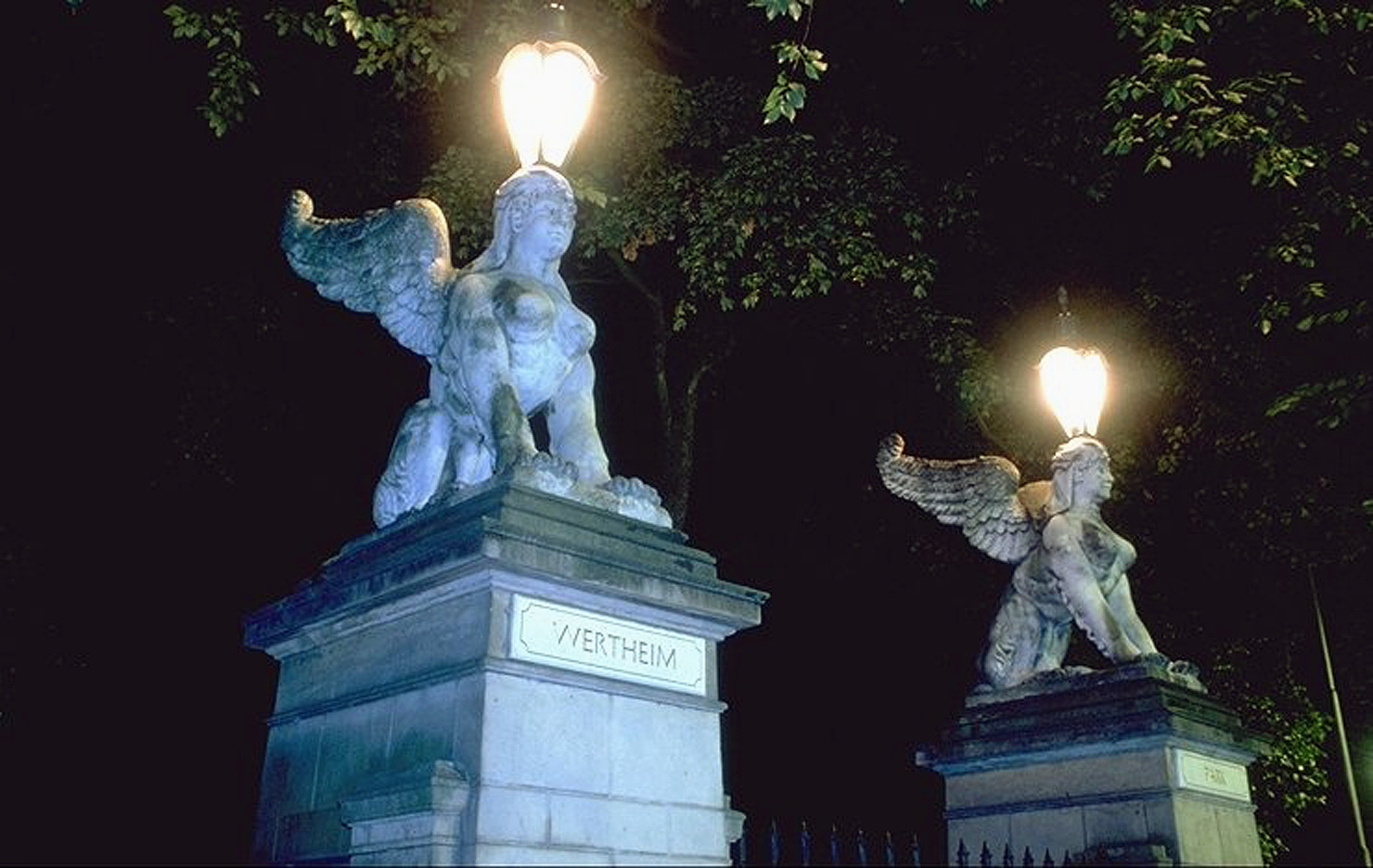
Ingangspoort Wertheimpark, hoek Plantage Parklaan / Plantage Middenlaan
Bron: bmz.amsterdam.nl

De Plantage Parklaan is een straat in de Plantagebuurt van Amsterdam. De straat loopt langs het Wertheimpark en de achterzijde van de Hortus Botanicus.
Vanaf de hoek Hortusplantsoen / Nieuwe Keizersgracht, bij de knik waar de Nieuwe Keizersgracht overgaat in de Plantage Muidergracht, loopt de Plantage Parklaan in noordoostelijke richting naar de hoek met de Plantage Doklaan en gaat daar over in de Anne Frankstraat. De Plantage Parklaan wordt gekruist door de Plantage Middenlaan.
In 2007 won de Plantage Parklaan een voorronde van een verkiezing van de mooiste straat van Amsterdam, georganiseerd door Het Parool. Aan de straat staan een aantal monumentale 19e-eeuwse herenhuizen. Het complex herenhuizen op Plantage Middenlaan 1-5 / Plantage Parklaan 10-20 / Henri Polaklaan 2-4 uit 1865, ontworpen door architect G.W. Breuker, is een rijksmonument.
Aan de Plantage Parklaan bevindt zich ook het sportpark Parkschouwburg, met een kunstgrasveld dat geschikt is voor korfbal en tennis. Hier is de korfbalvereniging ASV Swift gevestigd. In de 19e eeuw bevond zich hier de Parkschouwburg.
De Plantage Parklaan was een deel van de Joodse buurt van Amsterdam. De Joodse Raad had tijdens de oorlog een kantoor aan de Plantage Parklaan. Joodse kinderen van de crèche aan de Plantage Middenlaan werden de crèche naar binnen- en buitengesmokkeld om te voorkomen dat ze door de Duitsers opgepakt zouden worden. De kinderen werden via de binnentuinen naar het kantoor van de Joodse gemeente aan de Plantage Parklaan gebracht, waar ze werden opgehaald door verzetsleden.
De plantkundige Hugo de Vries woonde op Plantage Parklaan 9. Ook de schilder Leo Schatz woonde in de straat.

## Tram
Tussen 1931 en 2006 hebben (o.a.) de tramlijnen 6, 7, 14 en 20 door de Plantage Parklaan gereden. De tramsporen zijn hier nu nog alleen in gebruik voor omleidingen.
De tramhalte Plantage Parklaan was van 1931 tot 1961 en van 1977 tot 1998 eindpunt van tramlijn 7. Van 1977 tot 1980 en vanaf 1998 was het eindpunt van de in 2006 opgeheven tramlijn 6 en tussen 1982 en 1986 eindpunt van lijn 14, sindsdien verlengd naar het Flevopark. Plantage Parklaan was vanaf 1997 een pauzestopplaats van de in 2002 opgeheven tramlijn 20.
De halte was ook in gebruik als laad- en losplaats van de vrachttrams die in maart 2007 vier weken op proef reden.